# 酢屋
酢屋（すや）は、京都市中京区にある材木商。創業時より現在に至るまで、所在地や屋号が変わっていない。1階が店舗、2階が酢屋と坂本龍馬関係のギャラリーとして一般公開されている。

## 歴史
酢屋は、享保6年（1721年）に創業した材木商で、10代目は千本銘木商会を営む老舗である。幕末、6代目酢屋嘉兵衛は、高瀬川の開墾の許可を幕府より得た角倉家より材木独占輸送権を得て運送業も営んでいた。

## 坂本龍馬との関係

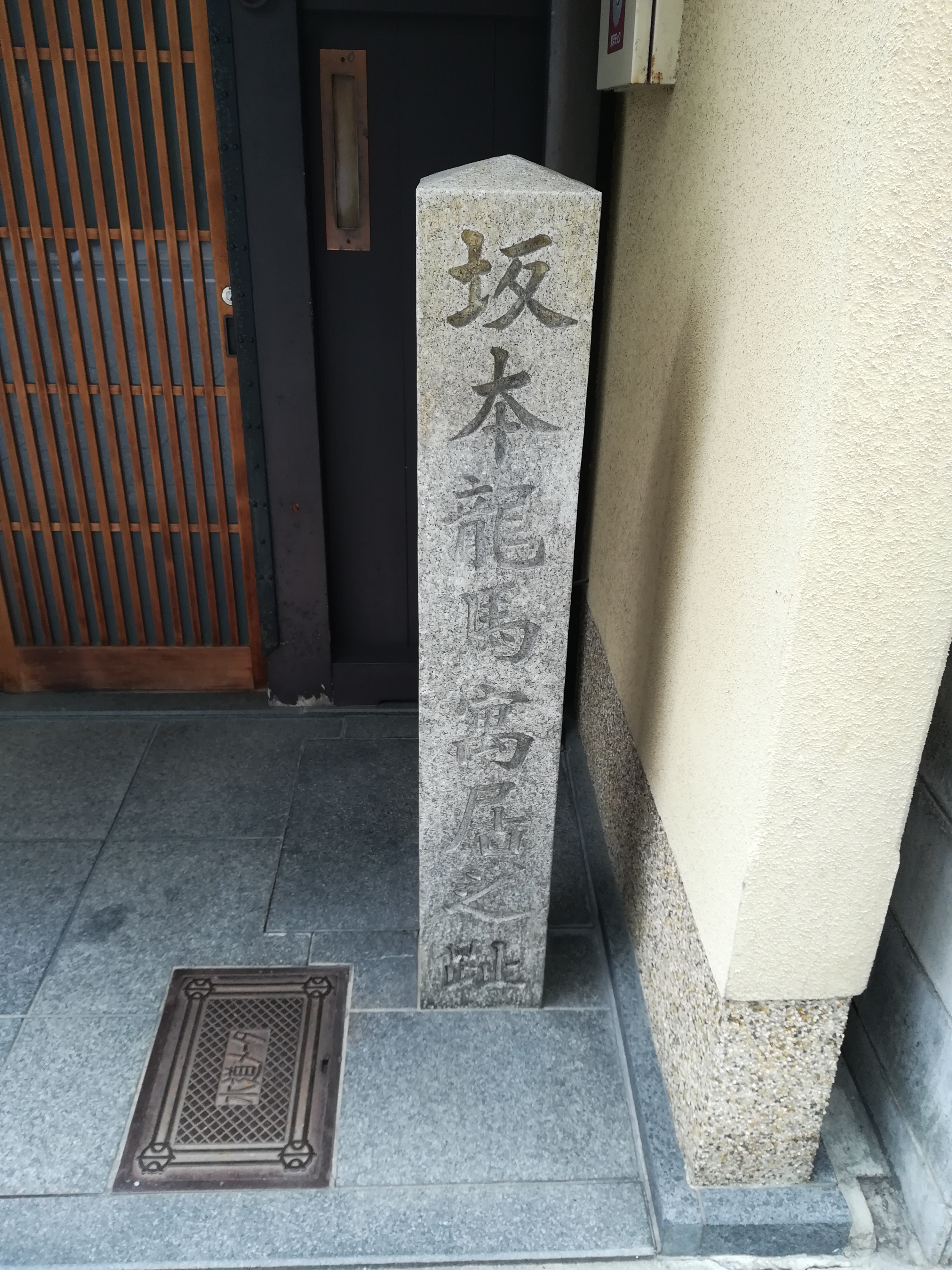
酢屋にある石碑

坂本龍馬は、材木商「酢屋」の2階に海援隊京都本部を置き、自身も2階の表通りに面した部屋を使っていた。龍馬が慶応3年（1867年）6月24日付で「乙女、おやべどの」に宛てた書簡には、「今日もいそがしき故　薩州屋敷へ参りかけ朝六ッ時頃より　この文したためました　当時私ハ京と三條通河原町一丁下ル車道すやに宿申し候」とあり、彼が酢屋を宿としていたことが書かれている。
酢屋の前の道（三条小橋下がるひと筋目の通り）は、「龍馬通り」と呼ばれている。